# 温泉屯乡
温泉屯镇是中国河北省张家口市涿鹿县下辖的一个镇。

## 行政区划
温泉屯镇下辖杏园村、红彤营村、龙王堂村、孟家窑村、外虎沟村、窝铺村、吉家营村、温泉屯村、东孤山村、里虎沟村。